# Петропавловский переулок
Петропа́вловский переу́лок — переулок в Центральном административном округе города Москвы. Проходит от Подколокольного переулка до Яузского бульвара, сходясь с Певческим переулком. Нумерация домов ведётся от Подколокольного переулка.

## Происхождение названия
По храму св. апп. Петра и Павла у Яузских ворот («на кулишках» или «на горке»).
В старой Москве Петропавловских переулков, как и храмов, было немало. Среди сохранившихся, но поменявших имена — нынешние Басманный переулок, 1-й Хвостов, 2-й Хвостов, а также б. Петропавловская улица в Лефортово — нынешние Солдатская улица и часть Авиамоторной улицы.

## История
Район Яузского бульвара известен с XI века — еще до основания Москвы, здесь проходила торговая дорога на Рязань. Местность заселена в XVI веке.
У церкви Петра и Павла находился двор Касимовского царевича Сеид-Бурхан Араслановича. Здесь находилось 27 княжеских дворов — Арбертусовых, Армаметевых, Ванбальских, Волконских, Вяземских, Долгоруковых, Засекиных, Кудащ, Львовых, Мамаевых, Мещерских, Морткиных, Мстиславских, Пожарских, Урусовых, Шейдяковых, Шеховских, Шербатовых, Щетининых и др. Упоминаются дворы двух стольников, дворы подьячих, гостей и людей прочих рангов и званий.
В 1812 году район был истреблён пожаром, и долгие годы стоял незастроенным. В 1824 году генерал-майор Н. З. Хитрово выкупил эти участки, построил торговые ряды, обустроил торговую площадь и подарил её городу.
В третьей четверти XIX века здесь возникла биржа труда.

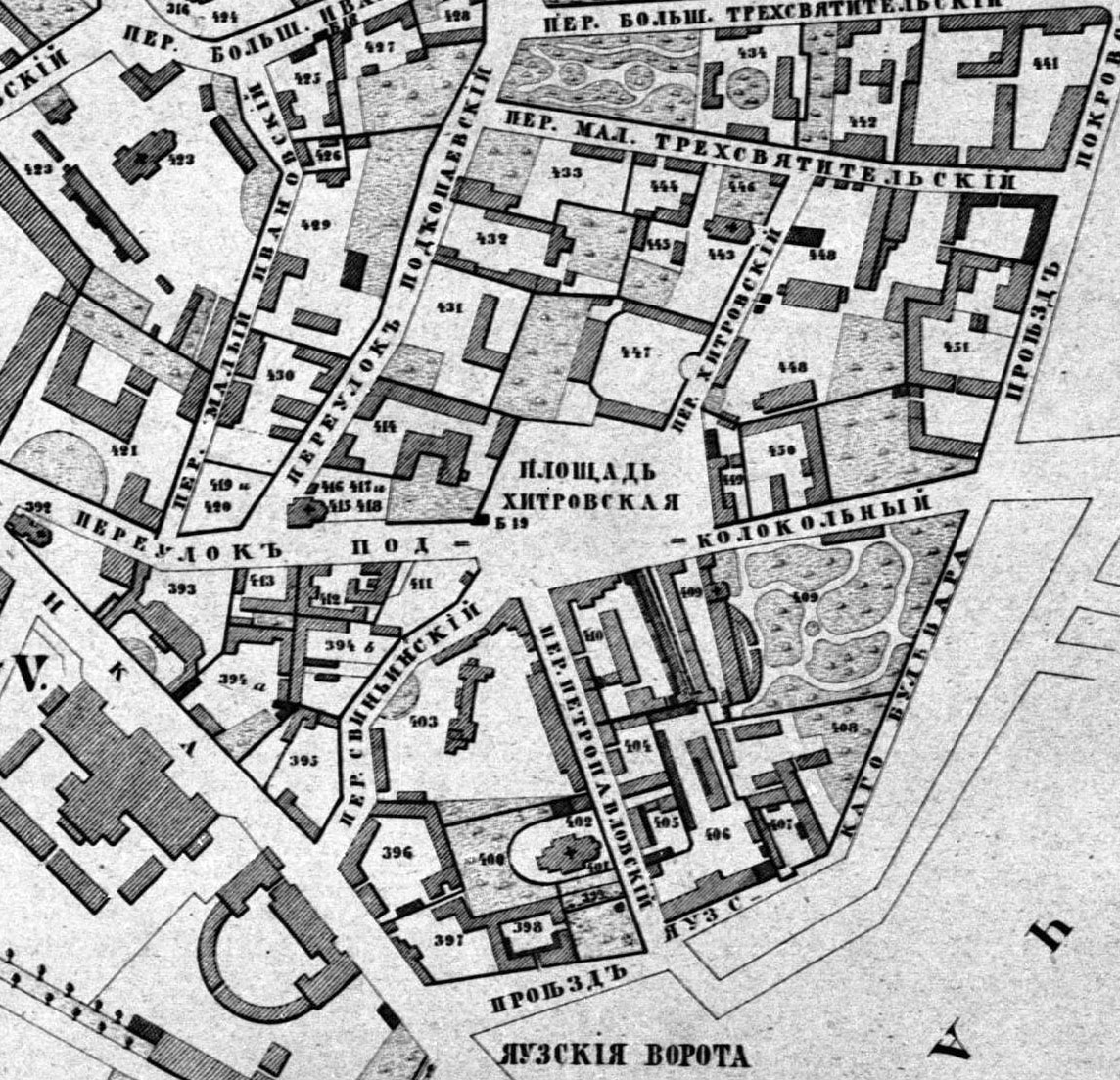
Петропавловский переулок и Хитровская площадь на плане Алексея Хотева. 1853.

## Примечательные здания и сооружения

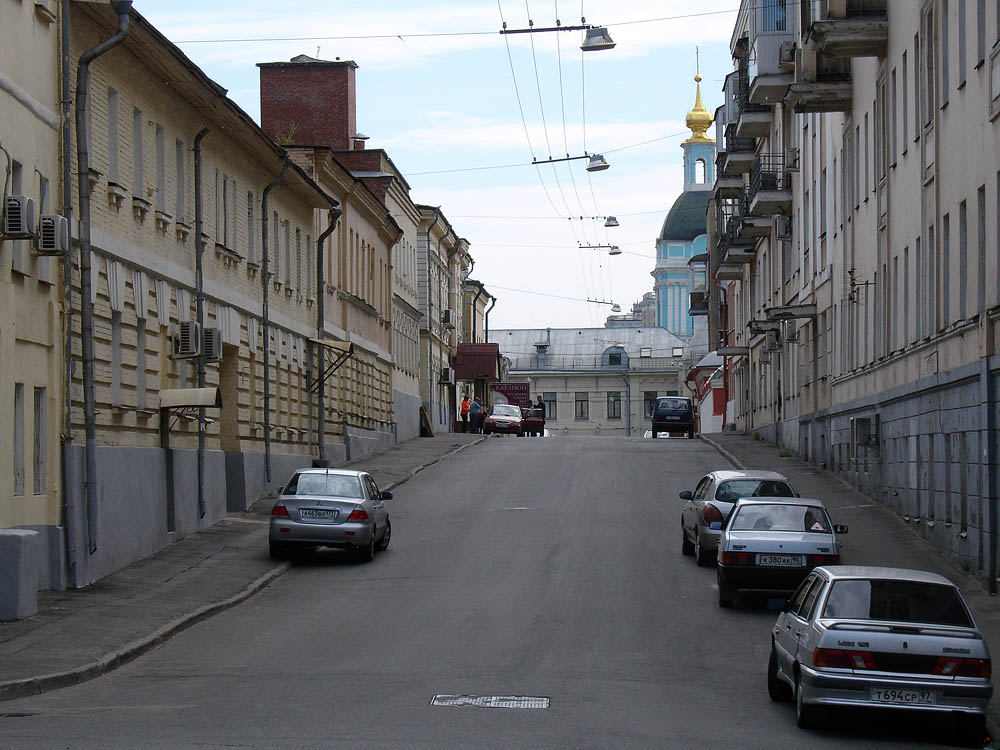
Вид с бывшей Хитровки в сторону Яузы

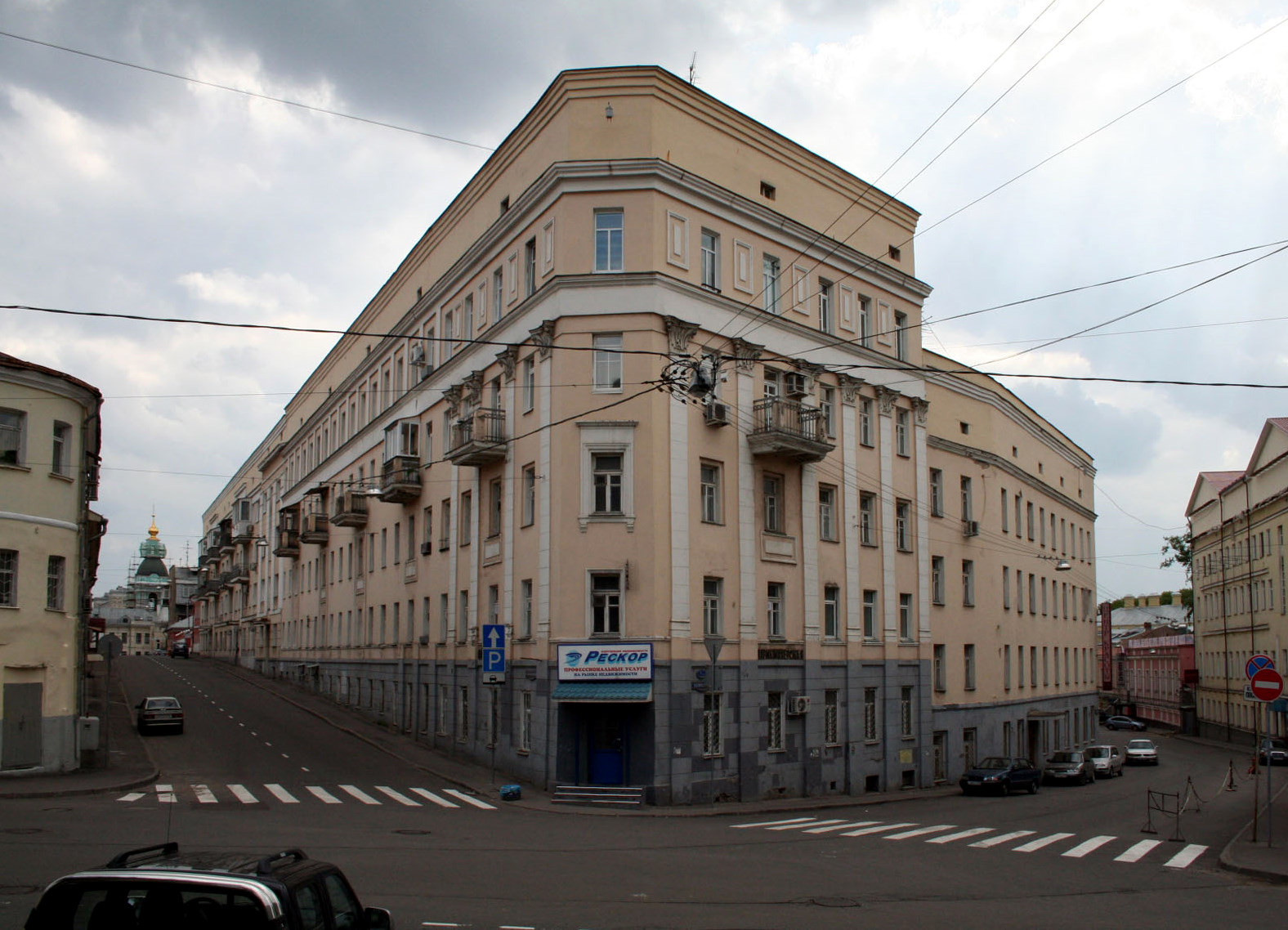
Дом «Утюг», описанный в книге «Москва и москвичи», во времена Гиляровского был трёхэтажным. Угол Петропавловского и Певческого переулков.

Квартал входит в выявленный объект культурного наследия «Достопримечательное место „Ивановская горка — Кулишки — Хитровка“».
По нечётной стороне:
- № 1—5 — в XVII веке — владение Певческого подворья Крутицкого митрополита, XIX веке перестраивались, ныне, с 80-х годов XX века здесь размещается СМУ Трансинжстроя.

По чётной стороне:
- № 1/2, строение 3, 3а — Дом Утюг, Жилой дом, в 1925 году был перестроен жилищным товариществом по проекту известного архитектора И. П. Машкова.

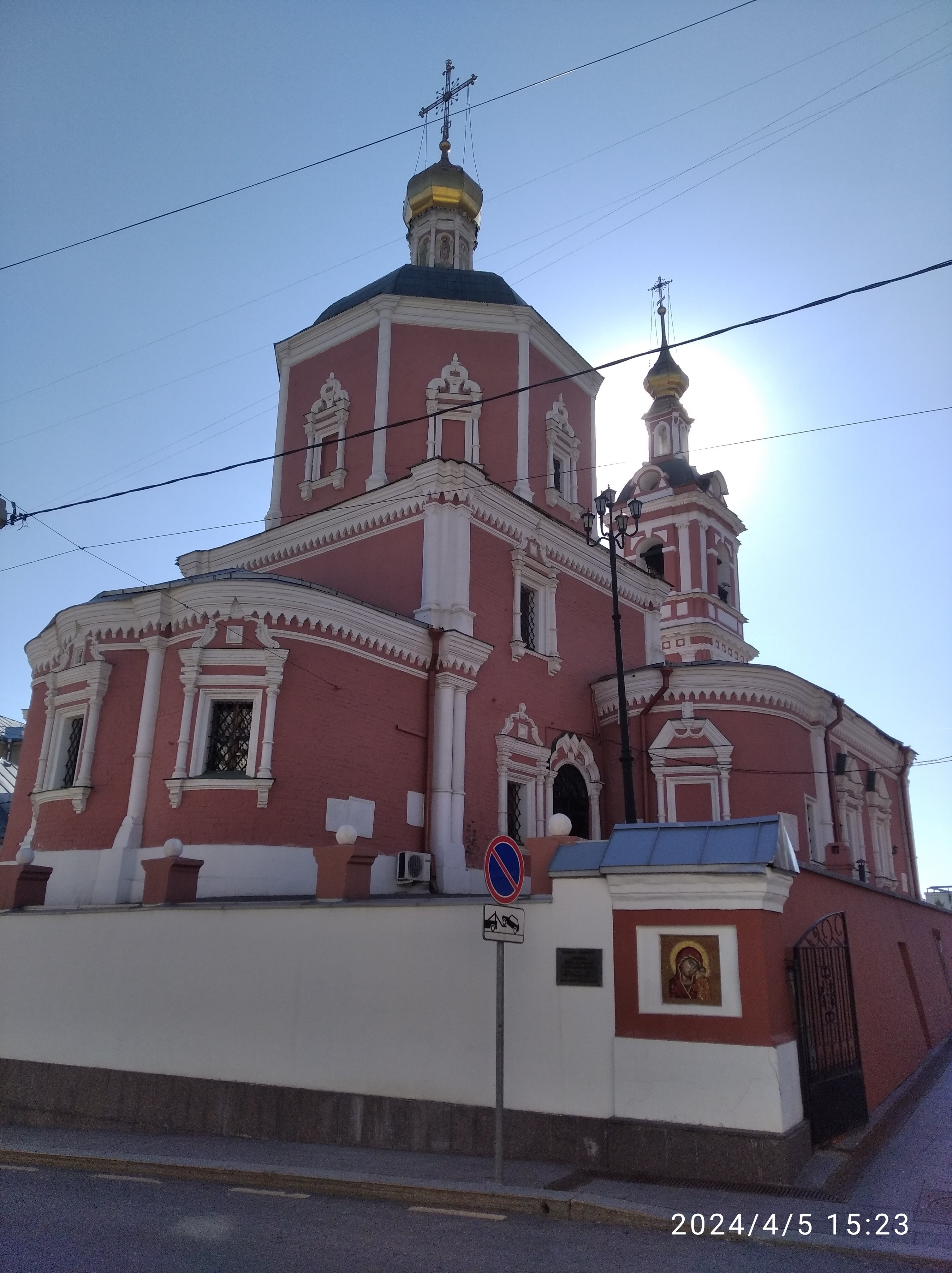
Храм Святых Петра и Павла - современный вид (весна 2024 года). Вид с Петропавловского переулка.

- Храм Святых Петра и Павла - современный вид (весна 2024 года). Вид с Петропавловского переулка.№ 4—6 Храм Святых Апостолов Петра и Павла у Яузских ворот, 1700 (колокольня 1771).

## Транспорт
- Автобусы: м7; н4, н5, н7, н8 от метро Китай-город
- Трамваи: А, 3, 39 от метро Чистые пруды и Новокузнецкая